# Cymbopetalum tessmannii
Cymbopetalum tessmannii R.E.Fr. – gatunek rośliny z rodziny flaszowcowatych (Annonaceae Juss.). Występuje naturalnie w Peru. 

## Morfologia
PokrójZimozielone drzewo dorastające do 6–12 m wysokości. Gałęzie są owłosione.
LiścieMają podłużnie eliptyczny lub odwrotnie lancetowaty kształt. Mierzą 10–18 cm długości oraz 6 cm szerokości. Nasada liścia jest zaokrąglona. Liść na brzegu jest całobrzegi. Wierzchołek jest spiczasty. Ogonek liściowy jest owłosiony.
KwiatySą pojedyncze. Rozwijają się w kątach pędów. Działki kielicha mają owalny kształt. Płatki mają podłużny kształt i osiągają do 10–15 mm długości.